# Громадянство США

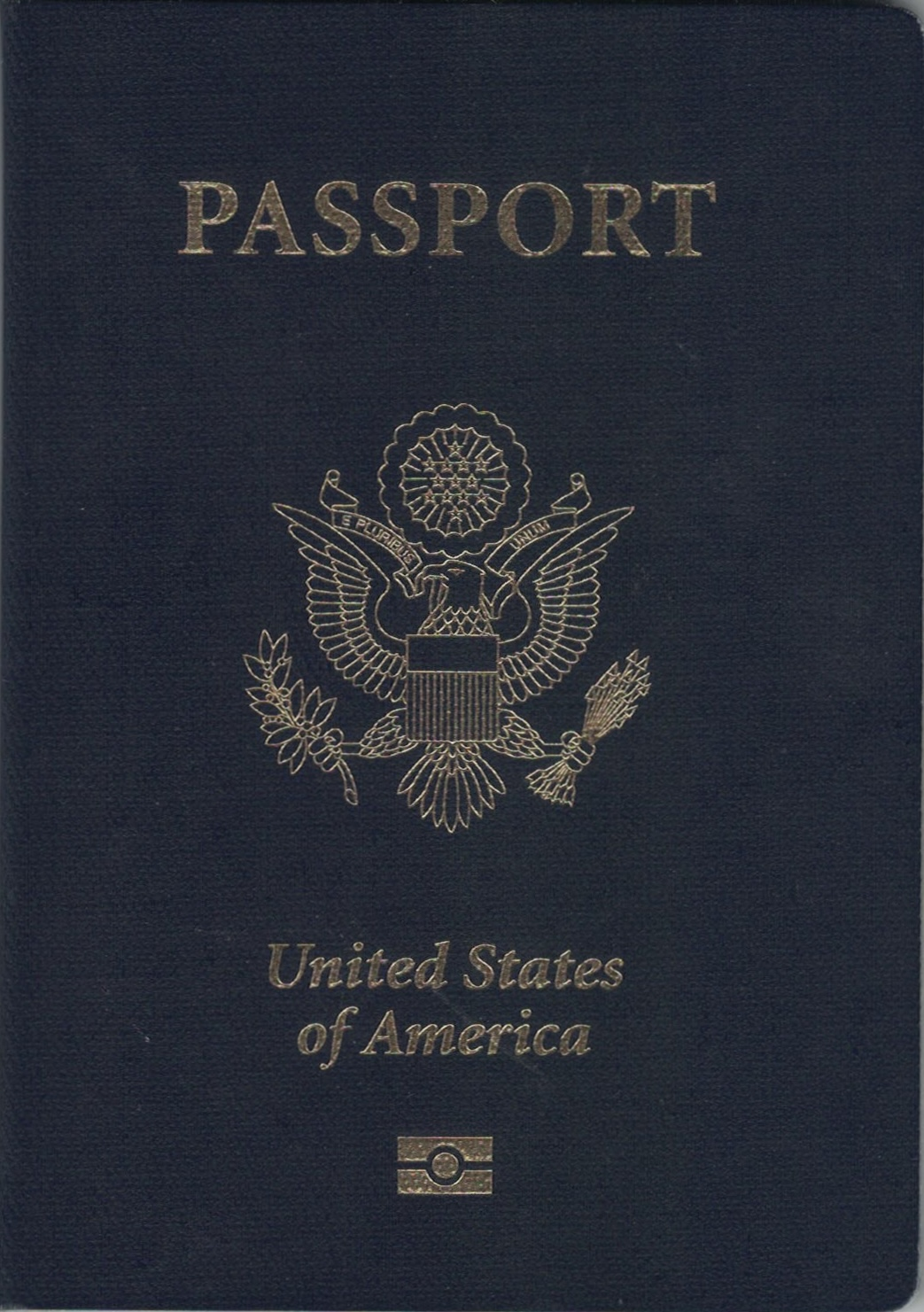
Обкладинка паспорта громадянина США.

Громадянин США (англ. citizen; US citizen; American citizen) — особа, яка отримала всі права та обов'язки, що надаються Конституцією США і законами США, по праву народження або в результаті натуралізації і має право на захист з боку держави.
Громадянство США засноване на плюралістичній моделі державної політики в сфері громадянства, згідно якої національне громадянство автоматично поширюється на всіх осіб, що народилися у межах державних кордонів (право ґрунту), іммігрантам надаються рівні права у всіх сферах суспільного життя.

## Історія
Акт про натуралізацію, що був прийнятий у США в 1790 році, став першим у світі правовим актом, який регламентує придбання і позбавлення національного громадянства. Положення цього закону неодноразово змінювалися.
Федералісти, що були при владі в 1790-х рр. збільшили термін перебування в країні, необхідний для отримання громадянства, до чотирнадцяти років. Їх позиція пояснювалася тим, вони вважали що більшість іммігрантів з Європи прихильниками опозиції, тобто демократичних республіканців. 1802 року ці закони були відмінені.
У 1850-х роках так звана партія «незнайків», відома також як Орден зоряно-смугастого прапора, переконувала, що східні європейці і католики своєю присутністю підривають культурні засади Америки. Тому вона виступала за збільшення терміну отримання громадянства США всім, окрім вихідців із західноєвропейських держав. Під час Громадянської війни цей рух втратив силу.
Прийнята у 1868 році чотирнадцята поправка до Конституції США ввела надання громадянства будь-якій особі, що народилася на території США, і заборону на позбавлення прав інакше, як за вироком суду.
Наплив китайських іммігрантів викликав невдоволення у штатах західного узбережжя. У 1882 році був прийнятий закон про «виключення китайців», згідно з яким перестали надаватися прав громадян китайцям, що вже перебували в США і припинялася імміграція. Закон істотно понизив кількість китайських іммігрантів у США. 1965 року ці обмеження були зняті.
Громадянство США регламентується Законом про імміграцію і громадянство від 1990 року.

Частина положень закону про отримання громадянства зазнає критики зі сторони деяких політиків. Так, конгресмен Натан Діл запропонував ухвалити законопроєкт, що обмежує автоматичне надання громадянства США дітям, які народжуються на американській території. Він вважає, це сприяє нелегальній міграції в США, оскільки дитина нелегальних іммігрантів ставши дорослою, має законне право зробити громадянами США і своїх батьків. Законопроєкт Діла суперечить 14-й поправці Конституції, прийнятій ще в 1868 році, де зазначається, що 
|  | всі особи, народжені в США … і які підкоряються законам країни, є її громадянами |

 Проте його прихильники стверджують, що стосовно нелегалів неправильно трактується фраза «які підкоряються законам країни», оскільки нелегальні іммігранти вже порушили закон, проникнувши на територію США, і це правопорушення поширюється і на їх дітей. Ця ініціатива знаходить підтримку серед значної частини населення країни.

## Отримання громадянства при народженні
Всі діти народженні на території США, отримують громадянство США. Проте це не поширюється на дітей дипломатів, консулів i деяких інших категорій іноземців.
Громадянство США можна і отримати на основі права крові. Американським громадянином є особа, яка народилася за кордоном у батьків, які є американськими громадянами. Це право обмежується тільки одним поколінням народжених за кордоном.

## Імміграція та отримання громадянства

### Види в'їзних віз
Американські в'їзні візи поділяють на дві категорії: неімміграційні та імміграційні.
Власники перших віз повинні після закінчення певного терміну залишити територію США. Вони не мають права розраховувати на постійне перебування в США й отримання американського громадянства.
Імміграційні візи надають їх власникам статус постійних жителів США і можливість користуватися всіма громадянськими правами, свободою пересування та проживання на території будь-якого штату. Постійні мешканці не мають обмежень на роботу й отримання доходу. Обмежуються лише виборчі права і права займати державні посади.

### Отримання громадянства
Отримання американського громадянства іммігрантами відбувається через процес натуралізації, головними умовами якого є:
- досягнення віку 18 років;
- 5 років перебування в США у статусі постійного жителя (3 роки, якщо статус резидента набуто шляхом шлюбу з громадянином США);
- проживання протягом щонайменше трьох місяців на території певного штату до дати подачі заяви в місцевий імміграційний офіс;
- володіння англійською мовою;
- знання історії США й основ державного ладу та законодавства;
- гідний спосіб життя (відсутність судимості за здійснення кримінальних правопорушень, неоплачених боргових зобов'язань тощо);
- присяга на вірність США та клятва вірності прапору США.

На відміну від осіб, що мають статус постійного жителя, громадяни США не мають обмежень у виборчих правах, можуть перебувати за межами країни без загрози втрати легального статусу й не підлягають депортації.